# Roskilde Kommune
Roskilde Kommune ist eine dänische Kommune auf der Insel Seeland. Sie entstand am 1. Januar 2007 im Zuge der Kommunalreform durch Vereinigung der „alten“ Roskilde Kommune mit den bisherigen Kommunen Gundsø und Ramsø, alle im Roskilde Amt.
Roskilde Kommune besitzt eine Gesamtbevölkerung von 91.623 Einwohnern (1. Januar 2025) und eine Fläche von 211,80 km². Sie ist Teil der Region Sjælland. Der Sitz der Verwaltung ist in Roskilde.

## Orte in der Kommune
Auf dem Gemeindegebiet liegen die folgenden Kirchspielsgemeinden (dän.: Sogn) und Ortschaften mit über 200 Einwohnern (byer nach Definition der dänischen Statistikbehörde), bei einer eingetragenen Einwohnerzahl von Null hatte der Ort in der Vergangenheit mehr als 200 Einwohner:
| Nr. | Kirchspiel              | Einwohner | Ortschaft                                  | Einwohner |
| --- | ----------------------- | --------- | ------------------------------------------ | --------- |
| 13  | Dåstrup Sogn            | 1.611     |                                            |           |
| 15  | Gadstrup Sogn           | 2.159     | Gadstrup                                   | 2.022     |
| 02  | Gundsømagle Sogn        | 3.086     | Gundsømagle                                | 2.775     |
| 06  | Himmelev Sogn           | 14.303    | Veddelev                                   | 1.131     |
| 04  | Hvedstrup Sogn          | 584       | Herringløse                                | 390       |
| 01  | Jyllinge Sogn           | 10.817    | Jyllinge                                   | 10.801    |
| 03  | Kirkerup Sogn           | 721       | Gundsølille                                | 253       |
| 08  | Roskilde Domsogn        | 20.043    |                                            |           |
| 10  | Roskilde Søndre Sogn    | 10.001    |                                            |           |
| 07  | Sankt Jørgensbjerg Sogn | 10.353    |                                            |           |
| 16  | Snoldelev Sogn          | 1.362     | Havdrup (Teil mehrerer Kommunen) Snoldelev | 2 616     |
| 09  | Svogerslev Sogn         | 4.328     | Svogerslev                                 | 4.273     |
| 14  | Syv Sogn                | 4.569     | Viby                                       | 5.113     |
| 11  | Vindinge Sogn           | 3.500     | Vindinge                                   | 3.171     |
| 12  | Vor Frue Sogn           | 1.318     | Vor Frue                                   | 726       |
| 17  | Ørsted Sogn             | 391       |                                            |           |
| 05  | Ågerup Sogn             | 2.346     | Store Valby Ågerup                         | 394 1.737 |
|     |                         |           | Roskilde                                   | 53.354    |

1. 1 2  Die Stadt Viby erstreckt sich hauptsächlich auf den Syv Sogn, aber auch auf den Dåstrup Sogn.
2. 1 2 3 4 5 6 7  Roskilde erstreckt sich über die Kirchspiele Himmelev Sogn, Roskilde Domsogn, Roskilde Søndre Sogn, Sankt Jørgensbjerg Sogn, Vindinge Sogn und Vor Frue Sogn.
3. ↑  Die Ortschaft Havdrup liegt vorwiegend auf dem Gebiet der Solrød Kommune im Havdrup Sogn.

## Politik

### Stadtrat
In Dänemark wird alle vier Jahre für die gesamte Kommune, also für alle Bewohner und somit alle in der Kommune liegenden Städte, Orte, Dörfer und Landgebiete, ein gemeinsamer Bürgermeister und ein repräsentatives Gremium, der Kommunalrat (dän. Kommunalbestyrelse, auch Byråd), gewählt.
- Ø: 3
- SF: 2
- A: 10
- B: 2
- I: 1
- V: 5
- C: 3
- O: 1
- Parteilose: 4

Stand: Juni 2025, Quelle:

## Gemeindepartnerschaften
Die Roskilde Kommune unterhält Gemeindepartnerschaften mit:
- Irland: Dublin (seit 2008)
- Grönland: Kujalleq (Partnerschaft zwischen der Vorgängerkommune Nanortalik und der alten Roskilde Kommune seit 1996)
- Litauen: Pasvalys (Partnerschaft mit der ehemaligen Gundsø Kommune seit den 1990er Jahren)
- Schweden: Vara (Partnerschaft mit der ehemaligen Ramsø Kommune seit den 1970er Jahren)

Demnach überdauerten drei der elf offiziellen Partnerschaften, die die Kommunen Gundsø, Ramsø und Roskilde zu anderen Orten unterhielten, die Kommunalreform von 2007. Über das Netzwerk MECINE (Medium Cities In Europe) ist die Roskilde Kommune aber weiterhin mit Joensuu in Finnland, Linköping in Schweden und Tønsberg in Norwegen verbunden.